# Heusden Koers 1956
De 10e editie van de Belgische wielerwedstrijd Heusden Koers werd verreden op 14 augustus 1956. De start en finish vonden plaats in Heusden. De winnaar was Raphael Jonckheere, gevolgd door Roger De Corte en Firmin Bral.

## Uitslag
| Heusden Koers 1956 |                    |                              |      |
| Plaats             | Naam               | Ploeg                        | Tijd |
| Winnaar            | Raphael Jonckheere | Bertin-D'Alessandro-The Dura |      |
| 2                  | Roger De Corte     | Groene Leeuw                 |      |
| 3                  | Firmin Bral        | Plume-Vainqueur              |      |

1929 · 1930-1935 · 1936 · 1937 · 1938 · 1939 · 1952 · 1953 · 1954 · 1955 · 1956 · 1957 · 1958 · 1959 · 1960 · 1961 · 1962 · 1963 · 1964 · 1965 · 1966 · 1967 · 1968 · 1969 · 1970 · 1971 · 1972 · 1973 · 1974 · 1975 · 1976 · 1977 · 1978 · 1979 · 1980 · 1981 · 1982 · 1983 · 1984 · 1985 · 1986 · 1987 · 1988 · 1989 · 1990 · 1991 · 1992 · 1993 · 1994 · 1995 · 1996 · 1997 · 1998 · 1999 · 2000 · 2001 · 2002 · 2003 · 2004 · 2005 · 2006 · 2007 · 2008 · 2009 · 2010 · 2011 · 2012 · 2013 · 2014 · 2015 · 2016 · 2017 · 2018 · 2019 · 2020 · 2021 · 2022 · 2023